# Ав'ятіко
Ав'ятіко (італ. Aviatico) — муніципалітет в Італії, у регіоні Ломбардія, провінція Бергамо.
Ав'ятіко розташований на відстані близько 490 км на північний захід від Рима, 60 км на північний схід від Мілана, 15 км на північний схід від Бергамо.
Населення — 537 осіб (2014).
Щорічний фестиваль відбувається 24 червня. Покровитель — святий Іван Хреститель.

## Демографія
Населення за роками:

Станом на 1 січня 2023 року в муніципалітеті офіційно проживали 23 іноземці з 10 країн, серед них 6 громадян країн Євросоюзу та 2 громадяни України.

## Сусідні муніципалітети
- Альбіно
- Альгуа
- Коста-Серина
- Гаццаніга
- Сельвіно